# Shiri
Shiri (kor. 쉬리) ist ein südkoreanischer Actionfilm aus dem Jahre 1999.

## Handlung
In einer geheimen nordkoreanischen Ausbildungsstätte durchlaufen Rekruten im Jahr 1992 eine gnadenlose Ausbildung zu Elite-Terroristen.
Danach häufen sich in Südkorea Mordanschläge auf hochrangige Politiker und Wissenschaftler. Um den Killer zu ermitteln, setzt der südkoreanische Geheimdienst die Ermittler Yu Jong-won und Lee Jang-gil ein. Die Handschrift der Morde weist auf die Terroristin Lee Ban-hee hin.

## Veröffentlichungen
Der Film kam am 13. Februar 1999 in die südkoreanischen Kinos.

## Bedeutung
Shiri gilt als einer der ersten und bedeutendsten Filme der New Korean Wave. Er gilt als erster Blockbuster Südkoreas. Nach Dal Yong Jin zeichnet den Film die Darstellung koreanischer Geschichte im Erzählstil Hollywoods aus.

## Auszeichnungen
Asia Pacific Film Festival 1999
- Bester Film
- Spezialpreis der Jury

Grand Bell Awards, Südkorea 1999
- Beste neue Schauspielerin (Kim Yoon-jin)

Awards of the Japanese Academy 2001
- Nominierung als Bester ausländischer Film